# Polyura schreiberi
Polyura schreiberi är en fjärilsart som beskrevs av Jean Baptiste Godart 1824. Polyura schreiberi ingår i släktet Polyura och familjen praktfjärilar. Inga underarter finns listade i Catalogue of Life.

## Bildgalleri

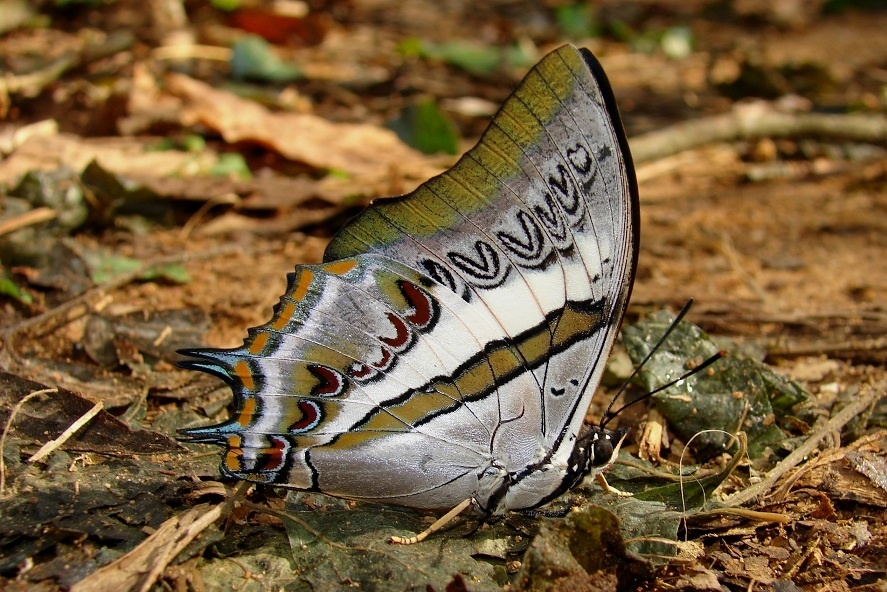